# Paris la belle
Pour plus de détails, voir Fiche technique et Distribution.
 (mai 2022).
Paris la belle est un film français réalisé par Pierre Prévert, tourné en 1928 et 1958, sorti en 1960. 
Ce court métrage a obtenu le Prix spécial du Jury, au festival de Cannes 1960, section court métrage. Le commentaire de Jacques Prévert est dit par Arletty, la chanson est interprétée par Xavier Depraz.

## Synopsis
En 1928, trois amis décident de tourner un film sur Paris : Marcel Duhamel, Jacques et Pierre Prévert réalisent Souvenir de Paris, titre auquel sera adjoint plus tard celui de Paris-Express. Pierre Prévert raconte dans Études Cinématographiques, no 38/39, 1965 : « le lien de notre scénario devait être la femme : la Parisienne. Nous la suivrions et la quitterions pour en rencontrer une nouvelle et passer ainsi, avec celle-ci, d'un quartier de Paris dans un autre... ».
Souvenir de Paris est projeté, en 1928, à Paris, au Studio des Ursulines ; Robert Desnos en rend compte dans le journal Le Soir : « Souvenir de Paris dépasse en humanité et en poésie tous les films prétentieux et ridicules des littérateurs du cinéma français. »
Ce film en noir et blanc , tourné à la fin de la période du cinéma muet fut oublié et ce n'est que dans les années 1958/59 que les auteurs (retrouvant les éléments grâce à Henri Langlois) pensèrent y adjoindre musique et commentaire. Le producteur Anatole Dauman (Argos Films) leur suggéra d'y intégrer des images en couleurs du Paris "actuel" avec un texte de Jacques et une musique de Louis Bessières.
C'est ainsi que Pierre Prévert réalisa Paris la belle en utilisant pour partie des séquences de Souvenir de Paris. La poésie du texte (dit et chanté) ainsi que le rythme de la musique font planer une atmosphère de nostalgie mêlée d'humour. La rencontre du noir et blanc et de la couleur nous transporte d'une moitié du siècle à l'autre.
Trente ans s'étaient écoulés entre le début et la fin du tournage.
Aujourd'hui, il est difficile de savoir si le film toujours intitulé Paris-Express ne se limite pas à une suite de plans doubles ou non utilisés dans Paris la belle. Des extraits de Paris la belle se trouvent dans le film Mon frère Jacques par Pierre Prévert.

## Fiche technique
- Titre : Paris la belle
- Réalisation : Pierre Prévert
- Photographie : J. Grignon, Man Ray, Jacques-André Boiffard et Sacha Vierny
- Montage : Henri Colpi
- Musique : Louis Bessières
- Producteur : Anatole Dauman
- Société de production : Argos Films
- Société de distribution : Argos Films
- Pays d'origine :  France
- Langue : français
- Format : Noir et blanc + Couleur — 35 mm — 1,37:1 — Son : Mono
- Genre : Film documentaire
- Durée : 22 minutes
- Date de sortie : 1960

## Silhouettes filmées dans Paris en 1928
- Simone Prévert
- Jacques Prévert
- Pierre Prévert
- André Prévert, le père de Jacques et Pierre
- Marcel Duhamel
- Gazelle et Grety Dabija
- Kiki de Montparnasse
- Nadia Léger
- Jeannette Tanguy
- Renée Jacobi
- Georges Alexandre Malkine
- Max Morise

## Avec la participation en 1958 de
- Jacques Prévert
- Marcel Duhamel
- André-Georges Brunelin
- Michèle Prévert
- Catherine Prévert